# فرانسیس پاورز
فرانسیس پاورز (انگلیسی: Francis Powers؛ ۴ ژوئن ۱۸۶۵ ویرجینیا – ۱۰ مه ۱۹۴۰) یک فیلم‌نامه‌نویس، کارگردان فیلم و هنرپیشهٔ سینمای صامت اهل ایالات متحده آمریکا بود.
از فیلم‌ها یا برنامه‌های تلویزیونی که وی در آن نقش داشته است می‌توان به برج لندن، نمایش، متشکرم اشاره کرد.